# 비욘드 랭군
《비욘드 랭군》(영어: Beyond Rangoon)은 미국에서 제작된 1995년 전기 드라마 스릴러 영화이다. 존 부어먼이 연출하고 제작에 참여하였으며, 퍼트리샤 아켓 등이 출연하였다. 1988년에 버마(현 미얀마)로 휴가를 떠난 미국인 관광객 로라가 목격하는 8888 항쟁을 소재로 하고 있다. 이 영화는 미얀마 군부 독재 정권이 가택 연금하고 있던 아웅산 수 찌 여사의 석방에 영향을 준 것으로 추측되었다.

## 줄거리
로라의 남편과 아들이 자택 침입 중 살해당한 후 로라가 깊은 우울증에 빠지자 앤디 보우먼은 그녀의 여동생 로라를 미얀마로 여행가도록 설득한다. 어느 날 밤, 악몽 때문에 잠 못 이루던 로라는 양곤에 있는 호텔을 떠나 반정부 시위에 휘말린다. 그녀는 아웅산 수 찌의 용기에 깊은 인상을 받는다.
그녀의 여행 그룹이 나라를 떠날 때, 로라는 전날 밤 여권을 도난당했기 때문에 그들과 함께 떠날 수 없었다. 새 여권을 기다리는 동안 그녀는 비공식 투어 가이드 역할을 하며 낡은 쉐보레를 운전하는 우 아웅 코를 만난다. 그는 로라를 시골로 데리고 가서 불교 사원으로 간다. 차에 문제가 생기지만, 다행히 그들은 코의 친구들과 전 학생들의 집까지 겨우 갈 수 있었다. 로라는 코가 전직 대학 교수였으며, 그의 전 학생 민 한이 이끄는 반정부 활동을 지지했기 때문에 가르치는 것이 금지되었다는 것을 알게 된다. 그녀는 무너져 내리며 코에게 가족에게 무슨 일이 있었는지 이야기한다.
다음 날 아침, 그들은 8888 항쟁이 전날 시작되었다는 것을 알게 된다. 코는 로라를 양곤으로 돌아가는 기차를 타기 위해 역으로 데려간다. 그녀는 몰래 탑승하지만, 군인들이 코를 때리기 시작하고, 민 한이 개입하자 한은 총에 맞아 죽는다. 로라는 코를 차에 태우고 군인들에게 쫓기며 떠나지만, 코는 총에 맞아 부상을 입는다. 그들은 결국 에야와디강에 추락하지만, 군인들로부터 도망친다. 그들은 대나무를 양곤으로 운반하는 뗏목을 탄다. 의사인 로라는 코를 수술하여 총알을 제거한다.
다음 날, 뗏목은 한 마을에 정차한다. 로라는 코를 치료할 약을 찾으러 간다. 그녀는 승무원 중 한 명에게서 마지못해 권총을 받는다. 진료소에서 로라는 필요한 약을 찾지만, 강간당하지 않기 위해 군인을 쏴야 한다. 그들이 양곤에 도착했을 때, 도시는 전면적인 반란의 한가운데에 있었다. 로라가 미국 대사관에 들어가려 하자 군대는 코를 도운 죄로 그녀를 체포하려 하지만, 학생 시위자들이 그들을 구출한다. 군인들이 민간인을 죽이는 것을 목격한 후, 그들은 국경으로 향하는 트럭에 태워진다. 국경 근처에서 그룹은 트럭을 버리고 정글을 가로질러 달려야 했다. 그곳에서 그들은 카렌족 반군 그룹을 만난다. 로라는 아들 대니가 자신을 놓아주어야 한다고 말하는 꿈을 꾼다. 코는 로라에게 "모든 것은 지나간다, 로라. 우리는 그림자이듯 그들도 그림자이다. 잠시 지구를 걷다가 곧 사라지는."이라고 말하며 그렇게 하라고 촉구한다.
다음 날, 로라와 그녀의 난민 그룹은 박격포 사격 아래 태국으로 강을 건너는 끔찍한 경험을 하고 난민 캠프에 도착한다. 삶의 새로운 목적을 찾은 로라는 캠프 병원에서 돕기 시작한다.

## 출연
- 퍼트리샤 아켓
- 프랜시스 맥도먼드
- 우 아웅 코
- 스폴딩 그레이
- 티아라 자클리나
- 쿠스와디나타
- 빅터 슬레이잭
- 짓 무라드
- 예 민

## 기타 제작진
- 공동 제작: 앨릭스 래스커
- 협력 제작: 마크 에저턴
- 미술: 앤서니 프랫
- 의상: 데버라 크레이머

## 우리말 녹음
| KBS 성우진 (1999년 8월 15일) - 안경진 - 로라(퍼트리샤 아켓) - 탁재인 - 아웅 코(우 아웅 코) - 조동희 - 박신영 - 유제상 - 김정주 - 박규웅 - 서문석 - 조진숙 - 성완경 - 손선근 - 은영선 | MBC 성우진 (2000년 3월 4일) - 최덕희 - 로라(퍼트리샤 아켓) - 박지훈 - 아웅 코(우 아웅 코) - 이종혁 - 정미연 - 조예신 - 최원형 - 김영선 - 김호성 - 엄태국 - 김아영 - 박선영 - 한수림 - 노계현 |  |